# Mpule Kwelagobe
Mpule Kwelagobe là một hoa hậu của đất nước Botswana. Cô là Hoa hậu Hoàn vũ Botswana 1999 và đồng thời cũng là Hoa hậu Hoàn vũ 1999, trước đó cô từng tham gia Hoa hậu Thế giới 1997 nhưng không đạt kết quả.
Năm 1999, Mpule chiến thắng trong cuộc thi Hoa hậu Hoàn vũ Botswana lần đầu tiên được tổ chức. Cô trở thành đại diện đầu tiên của đất nước này tham dự kỳ thi Hoa hậu Hoàn vũ 1999 và đã xuất sắc đoạt luôn vương miện. Với thành tích đạt được, Mpule đã trở thành người phụ nữ châu Phi da đen đầu tiên đăng quang Hoa hậu Hoàn vũ (trước đó châu Phi cũng có Nam Phi và Namibia đăng quang nhưng họ đều là người da trắng).
Sau khi đăng quang Hoa hậu Hoàn vũ, cô trở thành một tuyên truyền viên tích cực kêu gọi mọi người chống nạn dịch HIV/AIDS. Năm 2000, cô được chọn làm đại sứ thiện chí của Liên Hợp Quốc.